# Cyprès de Gowen
Cupressus goveniana
Pour les articles homonymes, voir Gowen.
Espèce
Classification phylogénétique
Statut de conservation UICN

 EN B2ab(ii,iii,v) : En danger
Le cyprès de Gowen ou cyprès de Californie (Cupressus goveniana) est une espèce de plantes de la famille des  Cupressaceae. C'est un arbre originaire de la Californie aux États-Unis.
Il est considéré comme une espèce menacée et figure dans la liste rouge de l'UICN.

## Distribution
Espèce endémique de la Californie. éparses de petite taille, jamais de peuplement important.
La population compte au total moins de 200 individus.

## Description
Le cyprès de Gowen est un arbre toujours vert de forme générale conique, de taille très variable en fonction des conditions de milieu, pouvant aller d'arbres nains de moins d'un mètre à l'âge adulte sur certains sites jusqu'à des géants de 60 mètres de haut dans des conditions idéales.
Le feuillage forme des rameaux denses, de couleur vert foncé à jaune vert.
Les feuilles, en forme d'écailles de 2 à 5 mm de long, couvrent des ramules arrondies (et non pas aplaties).
Les cônes, de forme globuleuse à oblongue, de 12 à 22 mm de long, sont formées de 6 à 10 écailles, vertes au début devenant gris brun à maturité environ 20 à 24 mois après la pollinisation. Les cônes restent fermés pendant plusieurs années, ne s'ouvrant qu'après que l'arbre-source meurt dans un incendie de forêt, permettant ainsi aux graines de coloniser le sol nu libéré par le feu.
Les cônes mâles plus petits (3 à 5 mm de long) libèrent leur pollen en février-mars.

## Classification
Il existe deux ou trois variétés que certains botanistes considèrent comme des espèces distinctes :
- Cupressus goveniana var. goveniana - Cyprès de Gowen proprement dit.

Comté de Monterey, strictement côtier, dans une bande de 3 km le long du littoral et à moins de 200 m d'altitude. Feuillage vert foncé, non rude, avec les pointes des feuilles non étalées ; cônes globose.
- Cupressus goveniana var. pygmaea (C. pygmaea) - Cyprès de Mendocino.

Comtés de Mendocino et de Sonoma, côtier, dans une bande de 10 km depuis le littoral et à moins de 200 m d'altitude. Différenciable sans ambiguïté de la var. goveniana, avec un feuillage et des cônes très semblables.
- Cupressus goveniana var. abramsiana (Cupressus abramsiana) - Cyprès de Santa Cruz.

Comtés de Santa Cruz et de San Mateo, dans les  monts Santa Cruz à 10-20 km à l'intérieur des terres et entre 300 et 760 m d'altitude. Plus distinct, et pourrait bien être une espèce valide, à feuillage jaune vert légèrement texturé-rude par les pointes des feuilles aiguës et légèrement étalées ; cônes souvent ovales. Présente des similitudes avec le Cupressus sargentii.

## Où voirCupressus goveniana?
- Jardin botanique du Val Rahmeh à Menton